# Estação Exposiciones
A Estação Exposiciones é uma das estações do Metrô de Medellín, situada em Medellín, entre a Estação Alpujarra e a Estação Industriales. Administrada pela Empresa de Transporte Masivo del Valle de Aburrá Limitada (ETMVA), faz parte da Linha A.
Foi inaugurada em 30 de novembro de 1995. Localiza-se no cruzamento da Carrera 51 com a Rua 37. Atende o bairro Calle Nueva, situado na comuna de La Candelaria.
A estação recebeu esse nome por estar situada próxima ao Plaza Mayor, o centro de convenções e de exposições da cidade de Medellín.

## Localização
A estação se encontra no centro-sul do município de Medellín. Dela, partem linhas de ônibus e microônibus até os municípios ao sul do departamento de Antioquia, como por exemplo El Retiro, La Ceja e La Unión. Outras linhas levam ao Terminal Sul de Transporte Intermunicipal, de onde saem linhas até o sul do departamento e do país, como por exemplo às cidades de Armênia, Manizales, Pereira, Cáli, Popayán e Pasto.